# مايك ماكي
مايك ماكي هو لاعب هوكي الجليد كندي، ولد في 18 يونيو 1969 في تورونتو في كندا.

## وصلات خارجية
- مايك ماكي على موقع دوري الهوكي الوطني (الإنجليزية)
- مايك ماكي على موقع قاعة مشاهير الهوكي (لاعب أن.إتش.أل) (الإنجليزية)
- مايك ماكي على موقع EliteProspects.com (الإنجليزية)
- مايك ماكي على موقع HockeyDB.com (الإنجليزية)
- مايك ماكي على موقع Hockey-Reference.com (الإنجليزية)